# ليو شيا (شاعرة)
ليو شيا (بالإنجليزية: Liu Xia)‏ (1 أبريل 1961، بكين في الصين)؛ ناشطة حقوق الإنسان، مصورة، رسامة، كاتِبة وشاعرة صينية.